# Óscar Alberto Pérez
Pour les articles homonymes, voir Óscar Pérez (homonymie) et Pérez.
Óscar Alberto Pérez, né le 7 avril 1981 à Caracas et mort le 15 janvier 2018 dans la même ville, est un policier vénézuélien connu pour s'être rebellé pendant la crise de 2017.
Inspecteur au Cuerpo de Investigaciones Científicas, Penales y Criminalísticas (es) (CICPC), il devient un des chefs de file de la dissidence policière contre le gouvernement de Nicolás Maduro lorsqu'il attaque le Tribunal suprême de justice et le ministère de l'Intérieur le 27 juin 2017 à bord d'un hélicoptère, tirant des rafales et lançant des grenades qui ne font aucune victime. Il disparaît ensuite, tout en donnant des interviews et en publiant des vidéos appelant à la dissidence et à la protestation nationale. 
Le 15 janvier 2018, il est repéré par la police dans le quartier El Junquito, à Caracas. Malgré son désir de négocier sa reddition, exprimée en direct sur les réseaux sociaux, lui et ses hommes auraient - selon un communiqué du ministère de l'Intérieur - tenté de faire exploser un véhicule chargé d'explosifs contre les policiers. L'assaut est donné et Pérez est tué, ainsi que sept autres mutins, dont une femme. Six membres du groupe sont par ailleurs capturés. Deux policiers sont tués et cinq blessés dans l'opération.
Le moyen-métrage Vie et mort d'Oscar Pérez, de Romain Champalaune, utilise des extraits de ses publications sur les réseaux sociaux.